# Mulan
Mulan o Mulán es una película de animación y aventuras dirigida por los estadounidenses Tony Bancroft y Barry Cook, producida por Walt Disney Feature Animation, y estrenada en 1998. El argumento está inspirado en el poema chino Balada de Fa Mu Lan y gira en torno a las hazañas de la joven Mulan que, para evitar el alistamiento de su anciano y enfermo padre, se viste como un hombre y decide enrolarse en el ejército imperial para hacer frente a la invasión de los hunos, labor en la cual es apoyada por Mushu, un dragón parlante escogido por sus ancestros familiares, y Cri-Kee, un grillo que supuestamente da suerte.
La producción comenzó en 1993, con un guion adaptado primordialmente a partir de un cortometraje en producción titulado China Doll —trad. literal: Muñeca de China— y del ya mencionado poema chino, a cargo de Rita Hsiao, Philip LaZebnik, Chris Sanders, Eugenia Bostwick-Singer y Raymond Singer. Para proporcionar un mayor realismo al diseño de los personajes y escenarios de la trama, una parte del equipo de producción visitó, entre otros lugares, las ciudades de Guilin, Dunhuang, Pekín o Xi'an, además de basarse en las obras artísticas de las dinastías Ming y Qing, así como en filmes del cine expresionista alemán, las épicas británica y estadounidense de los años 1950 y 1960, y los spaghetti western, entre otras influencias. Jerry Goldsmith compuso a su vez la banda sonora que contó con la colaboración de Christina Aguilera, a quien ayudó a impulsar su carrera musical gracias a la popularidad del tema «Reflection». El reparto principal de voces estuvo integrado por Ming-Na Wen, Eddie Murphy, BD Wong, Miguel Ferrer, June Foray, James Hong, Pat Morita y George Takei.
Tras su estreno, el filme se hizo acreedor de críticas mayormente favorables que destacaron aspectos técnicos como la animación y el diseño artístico. Sin embargo, algunas reseñas juzgaron negativamente el material musical y la inclusión de estereotipos occidentales sobre la cultura china, así como ciertos elementos que el gobierno chino calificó de «políticamente provocativos». No obstante, obtuvo varios premios y reconocimientos, y es catalogada como una de las mejores películas del «Renacimiento de Disney» por algunos medios como el American Film Institute y la revista Time. En 2004, Disney produjo la secuela Mulan 2, mientras que en 2020 se estrenó la versión con imágenes reales bajo la dirección de Niki Caro y con la actriz china Liu Yifei en el papel de Mulan.

## Argumento
Los hunos , liderados por el despiadado Shan Yu , invaden la Dinastía Han traspasando la Gran Muralla china . El Emperador ordena una movilización general, con convocatorias que exigen que un hombre de cada familia se una al Ejército Imperial . Fa Mulan , una joven aventurera, espera honrar a su familia. Se le cita con una casamentera para demostrar su idoneidad como futura esposa, pero es considerada una desgracia tras varios contratiempos por culpa de un grillo llamado Cri Kee, regalo de la suerte que le había regalado la abuela Fa a Mulan como símbolo de suerte.
Fa Zhou, el anciano padre de Mulan y un reconocido veterano militar, es reclutado. Mulan intenta disuadirlo de ir, pero él insiste en que debe cumplir con su deber. Temiendo por su vida, se corta el pelo y toma la espada y la armadura de su padre, disfrazándose de hombre para poder alistarse en su lugar pero su padre y su madre Fa Li se entristecen tras la marcha nocturna que Mulan a tomado con Khan el caballo de la familia Fa. Al enterarse rápidamente de su partida, la abuela de Mulan reza a los antepasados de la familia por la seguridad de Mulan. En el templo de la familia, los espíritus de los antepasados son despertados por Mushu, un pequeño dragón rojo que es un antiguo guardián familiar caído en desgracia . El Gran Ancestro decide que el poderoso guardián dragón de piedra debe guiar a Mulan y envía a Mushu a despertarlo. Después de destruir accidentalmente la estatua del guardián, Mushu decide redimirse ante los antepasados ayudando personalmente a Mulan y con la ayuda de Cri Kee. 
Al presentarse en el campo de entrenamiento, Mulan se hace pasar por un hombre llamado "Fa Ping", con Mushu animándola y guiándola torpemente durante su engaño. Bajo el mando del capitán Li Shang, ella y sus compañeros reclutas —incluidos tres llamados Yao, Ling y Chien-Po— se convierten gradualmente en soldados entrenados. Después de tantos entrenos y ella adaptándose como un hombre decide darse un baño en el lago, pero Yao, Ling y Chien-Po no la descubren porque Mushu lo impide dándoles un susto, pensando que es una serpiente, al morderles a uno el trasero, la identidad de Mulan es salvada. 
El beligerante y machista Chi-Fu que es el  consejero del Emperador , amenaza con disuadirlo de permitir que los hombres de Shang luchen. Mushu escribe entonces una carta falsa del padre de Shang, el general Li, ordenándole a Shang seguir al grueso del ejército imperial a las montañas. Los refuerzos parten y descubren que los hunos han masacrado a Li y sus tropas. 
Mientras los soldados marchan por un paso de montaña, los hunos les tienden una emboscada, todos son descubiertos porque Mushu estornudo dentro del carruaje en donde llevaban la munición . Mulán usa un cañón Huolongjing para provocar una avalancha y enterrar a los hunos, pero resulta gravemente herida, porque Shan Yu le había agredido con su espada y después de la derrota ella empieza a sangrar. Shang y los soldados descubren el verdadero sexo de Mulán mientras le vendan la herida. En lugar de ejecutarla como exige la ley, Shang le perdona la vida y la expulsa del ejército antes de partir hacia la  Ciudad Imperial para informar de la derrota de los hunos. Mulán, sin embargo, descubre más tarde que Shan Yu y varios de sus guerreros han sobrevivido. 
Afligido pero comprometido con la causa, Shang y sus tropas abandonan el lugar para dirigirse a la Ciudad Imperial, Más tarde Mulan habla con Mushu, Cri Kee y Khan sobre como podrá enfrentarse a su padre, pero Mushu dice que hizo lo correcto de meterse en la piel que ella ama. Más tarde, Hayabusa, el halcón de Shan Yu, avisa a su amo y los pocos soldados hunos que sobrevivieron a la avalancha, mientras Shan Yu grita furioso, Mulan le oye y los ve entonces ella y sus amigos van a la ciudad a avisar a Shang y los soldados de que están en peligro . En el trayecto son perseguidos por un grupo de hunos, de los que consiguen deshacerse en su mayoría con ayuda de una avalancha. Si bien la identidad de Mulan es descubierta en el proceso, el capitán se deslinda de la legislación china y decide perdonarle la vida a la joven, aunque la expulsa del regimiento. El resto de reclutas continúa su marcha a la ciudad, pero son seguidos a la distancia por los supervivientes al alud, situación de la que Mulan se percata. Mulán viaja a la ciudad para advertir a Shang justo cuando los hunos toman el palacio y toman al Emperador como rehén. En la lucha subsiguiente, los hombres de Shan Yu son derrotados rápidamente, su halcón  Hayabusa es chamuscado y domado por Mushu. Mulán atrae a Shan Yu hacia el tejado, donde finalmente lo inmoviliza con su propia espada. Guiado por Mulán, Mushu usa un cohete para impulsar a Shan Yu contra una torre de lanzamiento de fuegos artificiales , matándolo.  
El Emperador y los habitantes de la ciudad reunidos alaban a Mulán por haberlos salvado y se inclinan ante ella en señal de honor. Ella acepta el emblema del Emperador y la espada de Shan Yu como obsequios, pero rechaza su oferta de unirse al consejo real, el emperador despide a Shi Fu y le nombra a Mulan consejera de su palacio ella encantada de la oferta prefiere volver con su familia que es donde quiere estar, entonces ella le agradece a Shang por todo y se va, entonces el emperador le dice a Shang que vaya tras ella. Mulán regresa a casa y le presenta estos obsequios a su padre, pero él los ignora, feliz de tenerla de vuelta. Enamorado de Mulán, Shang también llega y acepta su invitación a cenar. Mushu es restituido como guardián de la familia Fa mientras los antepasados celebran. Y sale Mulan a darle un beso a Mushu dándole las gracias con Hermanito el Perrito de la familia Fa persiguiendo gallinas.

### Temáticas
Mulan está basada en las vivencias de la batalla de Hua Mulan, protagonista del poema narrativo chino Balada de Fa Mu Lan, que se extienden por más de una decena de años. Es de resaltar que, aunque el relato original ha sido adaptado en varias ocasiones en el ámbito cinematográfico, esta es considerada como la versión más popular. Uno de los conceptos principales de Mulan viene dado por el rol de la protagonista, que «en contraste con las películas en las que las princesas necesitan ser rescatadas, se salvó a sí misma e influyó en una generación de niñas y mujeres». Sus acciones se contraponen a los estereotipos mediante los cuales se pretende «traer honor» a sus familiares, y en cambio revelan que «el poder femenino significa más que adoptar un rol social». Como resultado, el mensaje del filme hace hincapié en la igualdad de género por medio de una joven «valiente e interesada en las aventuras en vez de encontrar a un príncipe. [...Su ejemplo] le recuerda a las mujeres que luchen y se nieguen a guardar silencio». A grandes rasgos, su intención es «articular una nueva visión del heroísmo femenino, cuestionar y mofarse de las convenciones sociales e interrogar, por medio de la deconstrucción de los binarismos de género, los preceptos por los que construimos y ordenamos nuestra realidad».
Si bien la trama está ambientada en la China imperial, los distintos elementos y rasgos culturales provienen de estereotipos estadounidenses sobre la sociedad china. Otras temáticas abordadas por la película son el coraje, la valentía, el patriotismo y la piedad filial. La religión también está presente en las plegarias realizadas a los ancestros familiares de Mulan para que la ayuden a concretar su objetivo por medio de un «guardián» espiritual. El final de la historia, carente de ambigüedades narrativas, muestra a una protagonista «fiel a su corazón» y dispuesta a «establecer una continuidad permanente entre la realidad interior y la apariencia externa sin tener que sacrificar su sexo o intercambiar un rol por otro». De acuerdo con la opinión de Mireia Mullor, de la revista Fotogramas: «Mulán [sic] también quería probarse a sí misma, y al mundo, que podía ser algo más que un florero. Y, de paso, que la feminidad y la masculinidad, como identidades de género disociadas del sexo, pueden convivir en un mismo cuerpo [...] Mulán [sic] nos enseña que las mujeres no son inferiores: solo necesitan una oportunidad de demostrarlo».

## Reparto
El equipo de producción de Mulan trató de contratar actores con orígenes chinos, japoneses, filipinos o coreanos para el reparto de voces de la película. Tanto Tia Carrere como Lea Salonga —esta última había interpretado las canciones de Jasmín en Aladdín (1992)— audicionaron para el papel protagónico. Sin embargo, en el caso de esta última, los directores preferían a alguien con una voz más intensa durante los diálogos de Ping, por lo que se decantaron en su lugar por Ming-Na Wen, tras escuchar su narración al comienzo del filme The Joy Luck Club (1993). De acuerdo con la opinión de Coats: «Cuando la escuchamos haciendo esa voz superpuesta, supimos que teníamos a nuestra Mulan. Tiene una voz muy agradable y encantadora, y esas son las cualidades que estábamos buscando». A su vez, Salonga quedó a cargo de la interpretación de las canciones del personaje.
Para el papel de Mushu, Disney quería una interpretación similar a la de Robin Williams como el Genio en Aladdín, lo que les llevó a contactar a Eddie Murphy, quien accedió a participar con la condición de grabar sus líneas en el sótano de su mansión Bubble Hill, en Englewood, Nueva Jersey, en vez de acudir a los estudios de Disney. A su vez, BD Wong resultó elegido para prestar su voz al capitán Li Shang, mientras que la interpretación de «I'll Make a Man Out of You» corrió a cargo de Donny Osmond, que anteriormente había audicionado para el rol titular de Hércules (1997). De hecho, el director de selección del reparto sugirió a Osmond, cuya labor coral se centró en incluir «las inflexiones y la personalidad» del personaje. La abuela Fa también requirió de un par de voces, que fueron proporcionadas por June Foray y Marni Nixon. Así, el reparto coral principal quedó integrado de la siguiente forma:
- Ming-Na Wen como Mulan: una joven dispuesta a ocultar su identidad para alistarse en el ejército chino y así reemplazar a su enfermo padre en la guerra contra la invasión de los hunos. Lea Salonga le sustituye en las canciones. El supervisor de animación del personaje fue Mark Henn.[24]
- Eddie Murphy como Mushu: un pequeño dragón parlante a cargo de la protección de Mulan. La supervisión de animación fue responsabilidad de Tom Bancroft, hermano de uno de los directores.[25]
- BD Wong como Li Shang: uno de los capitanes del ejército chino que ayuda a Mulan a mejorar sus habilidades físicas antes del enfrentamiento contra los hunos. Donny Osmond le sustituye en las canciones. Ruben A. Aquino fue el encargado de animación.[26]
- Miguel Ferrer como Shan Yu: el despiadado líder de los hunos y antagonista principal de la película. Pres Romanillos corrió a cargo de la inspección de la animación, así como de la del pájaro que lo acompaña y del ejército de hunos.[27]
- June Foray como Fa: la abuela de Mulan que acude a los ancestros familiares para pedir por la protección de su nieta. Marni Nixon le sustituye en las canciones. La animación fue obra del equipo dirigido por Jeffrey James Varab.[28]
- Harvey Fierstein como Yao: uno de los reclutas del regimiento de Shang y amigo de Mulan. El supervisor de animación fue Aaron Blaise.[29]
- Gedde Watanabe como Ling: uno de los reclutas del regimiento de Shang y amigo de Mulan. Matthew Wilder le sustituye en las canciones. Broose Johnson fue el responsable de la tarea de animación.[30]
- Jerry Tondo como Chien-Po: uno de los reclutas del regimiento de Shang y amigo de Mulan. Broose Johnson también dirigió su animación.[30]
- James Hong como Chi-Fu: un miembro del consejo imperial cuya labor es colaborar con Li Shang. La responsabilidad de animación también recayó sobre Jeffrey James Varab.[28]
- Soon-Tek Oh como Fa Zu: el anciano y enfermo padre de Mulan, que al momento del filme es un veterano de guerra. Mark Henn también supervisó la animación de este personaje.[25]
- Pat Morita como el emperador de China: basado en Qin Shi Huang, es el regente de China en el momento en el que se produce la invasión de los hunos. El animador principal fue T. Daniel Hofstedt.[31]
- George Takei como el primer ancestro: el líder de los ancestros espirituales que salvaguardan a la familia de Mulan. Aaron Blaise también supervisó la animación en este caso.[29]

Otros actores que complementaron el reparto coral fueron Miriam Margolyes, Freda Foh Shen, James Shigeta, Frank Welker, Chris Sanders y Mary Kay Bergman en los roles de la casamentera, Fa Li, el general Li, Cri-Kee y Khan, el perro Hermanito y otros ancestros, respectivamente. Cabe agregar que para las versiones en cantonés, taiwanés y mandarín estándar las voces estuvieron a cargo de Kelly Chen, Coco Lee y Xu Qing en el caso de Mulan, mientras que Jackie Chan participó en todas las versiones mencionadas para Li Shang.

## Producción

### Antecedentes y redacción del guion
En 1989, los estudios Walt Disney Feature Animation Florida abrieron con entre cuarenta y cincuenta empleados, con la intención de producir cortos y featurettes —grabaciones sobre el proceso de producción de un largometraje—. Sin embargo, a finales de 1993, tras la acumulación de numerosas tareas de animación en La bella y la bestia (1991), Aladdín (1992) y El rey león (1994), los ejecutivos de Disney acordaron que Feature Animation Florida produjese su primer largometraje independiente. Al mismo tiempo, Disney Feature Animation desarrolló interés en las leyendas asiáticas, como por ejemplo en los varios libros infantiles del autor Robert D. San Souci, quien colaboraba en tareas de consultoría con el ejecutivo de la compañía, Jay Dyer. A su vez, se encontraba en fase de desarrollo un corto directamente para vídeo titulado China Doll —trad. literal: Muñeca de China— sobre una niña china miserable y oprimida, que se escapa con un encantador príncipe británico para disfrutar de la «felicidad occidental». Por petición de Thomas Schumacher, Souci sugirió su manuscrito de un libro basado en el poema chino Balada de Fa Mu Lan, cuya trama habría de combinarse con el cortometraje mencionado para dar origen al argumento de Mulan.
Para el momento en que se abrieron los estudios de Florida, Barry Cook —que trabajaba en el departamento de animación de efectos especiales desde 1982— había dirigido Trail Mix-Up, un cortometraje animado de Roger Rabbit producido en el estudio satélite. Tras una invitación a comer con Schumacher, Cook recibió ofertas para desarrollar dos proyectos: un cuento popular escocés con un dragón o Mulan. Conocedor de la existencia de los dragones en la mitología china, Cook sugirió añadir también uno a Mulan por lo que, a la semana siguiente, Schumacher le pidió que olvidase el filme sobre Escocia y se centrase en este último como su nuevo proyecto. A continuación, Cook resultó elegido como el director de la película, para la cual se inspiró de cierta manera en Charlie Chaplin y David Lean durante la producción. Asimismo, mientras se encontraba trabajando en el proceso de animación de las gárgolas de El jorobado de Notre Dame (1996), se le ofreció a Tony Bancroft codirigir Mulan tras una recomendación de Rob Minkoff —codirector de El rey león— a Schumacher, quien aceptó y se unió al equipo a principios de 1995. A su vez, el equipo de producción seleccionó a algunos miembros para que hicieran un viaje a China en 1994 para tomar fotografías y dibujar algunas referencias locales para inspirarse, y tener una mayor apreciación de la cultura local. Otros miembros clave del equipo creativo volaron a Pekín para realizar un viaje de investigación y así estudiar el paisaje, la sociedad y la historia de la leyenda original, además de visitar otras ciudades.
En sus primeras fases, el argumento fue concebido como una comedia romántica al estilo de Tootsie (1982), donde Mulan sería una mujer inadaptada con rasgos masculinos que ama a su padre y estaría prometida con Shang, a quien no conoce. En el día del encuentro, Fa Zu esculpiría su destino en una piedra del templo familiar, donde se observaría que ella quedaría moralmente destrozada y huiría para forjar su propio destino. En noviembre de 1993, Chris Sanders, quien había culminado su trabajo en el guion gráfico de El rey león, esperaba colaborar en El jorobado de Notre Dame hasta que Schumacher le recolocó en la producción de Mulan en su lugar. Como responsable del argumento, Sanders se mostró frustrado con el tono cómico y romántico de la trama, por lo que instó a la productora Pam Coats a que tuviese más fe en la leyenda original, donde Mulan tiene que abandonar su hogar debido al amor por su padre. Esto convenció a los productores para que cambiasen la personalidad de la protagonista con tal de que resultara más atractiva y altruista.
A lo largo de la sexta secuencia —en la que Mulan recibe la orden de alistamiento, se corta su largo cabello y se viste con la vieja armadura de su padre—, se produce uno de los momentos cruciales de la evolución del carácter de la protagonista. Cook explicó que la escena en un principio empezaría con una canción incluida en el guion gráfico por Barry Johnson y el personaje redibujado por el diseñador Chen-Yi Chang. Sin embargo, este elemento quedó descartado de forma simultánea a la modificación del argumento, específicamente cuando Mulan acude a salvar a su padre. El diseñador del guion gráfico y corresponsable de guion Dean DeBlois se encargó de supervisar el desarrollo de la mencionada secuencia, la cual optó por abordarla con el «mínimo diálogo». Acompañado de una selección musical existente de otras bandas sonoras por cortesía de Sanders, el carrete de la secuencia fue proyectado para Peter Schneider y Schumacher, quienes quedaron impresionados. DeBlois mencionó: «La secuencia seis fue la primera secuencia que se puso en producción, y ayudó a establecer nuestra llegada "silenciosa"». Adicionalmente, el general Li no iba estar totalmente relacionado con Shang pero el cambio en la trama le permitió a los productores reflejar con mayor énfasis el amor de Mulan y Shang por sus respectivos padres. Como cristiano, Bancroft optó por explorar el budismo en el largometraje.
Debido a que no había ningún dragón en la leyenda original, Mulan no contaba con ninguna compañía animal; fue Roy E. Disney quien sugirió el personaje de Mushu. Aunado a ello, el veterano diseñador de historias Joe Grant creó el personaje del grillo Cri-Kee, si bien el animador Barry Temple admitió: «Los directores no lo querían en la película, el departamento de guion no lo quería en la película. Las únicas personas que de verdad lo querían en la película eran Michael Eisner, Joe Grant y yo, porque tenía asignado el personaje. Me sentaría en reuniones y dirían: "Bien, ¿dónde está el grillo durante todo esto?" Alguien más diría: "Oh, al infierno [con] el grillo". Ellos sentían [que] Cri-Kee era un personaje que no era necesario para contar la historia, [algo] que es cierto». A manera anecdótica, Grant le dejaba manuscritos a Cook por debajo de la puerta de su oficina, en la que exponía sus ideas para algunas escenas de Cri-Kee.

### Diseño y animación

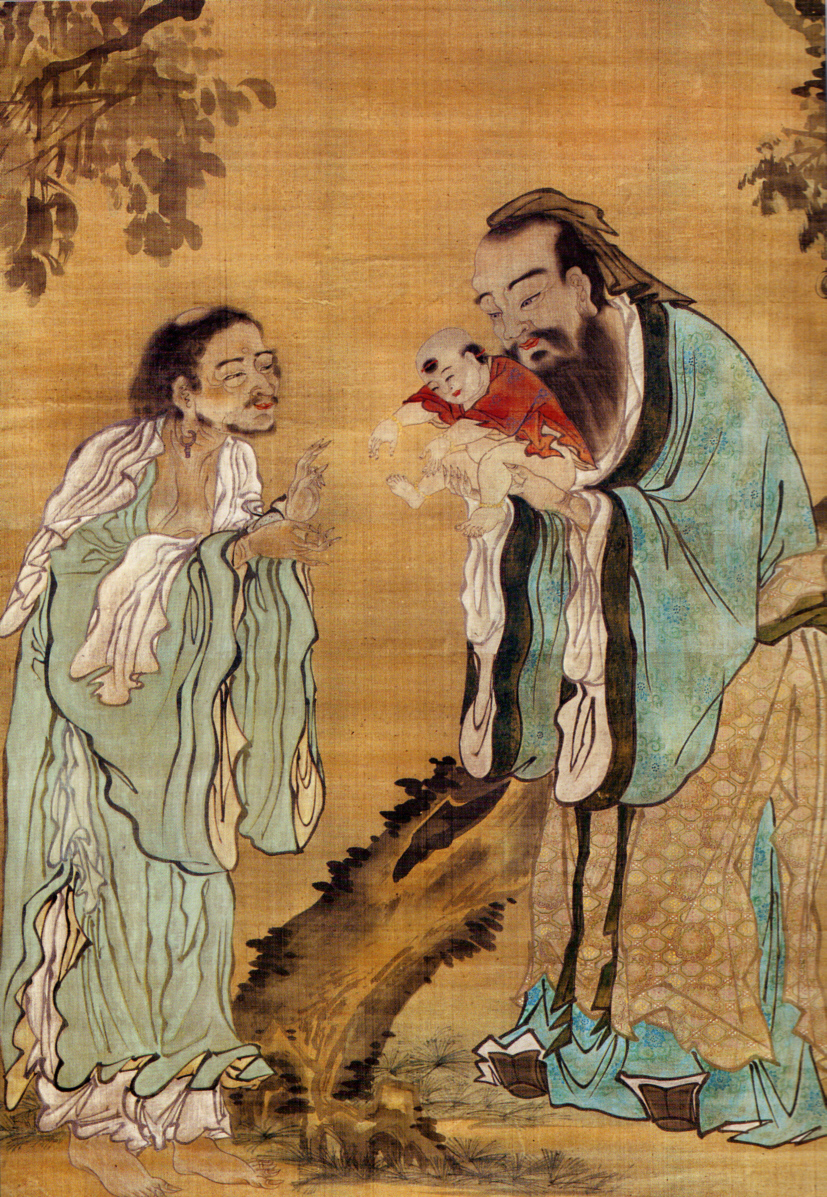
El equipo de animación tuvo en el arte antiguo chino una fuente de inspiración para la estética de la película.

Con tal de conseguir una apariencia visual armónica, el diseñador de producción Hans Bacher y el director de arte Ric Sluiter, junto con Robert Walker y Robert Stanton, colaboraron para contextualizar la trama de Mulan en un punto cronológico adecuado de la historia de China. Si bien no hay consenso sobre la época en la que vivió Mulan, se basaron en diseños de las dinastías Ming y Qing. Un elemento importante de los trabajos de Bacher fue la vuelta a un estilo artístico más parecido a la pintura china con acuarelas y diseños simples, al contrario que producciones como El rey león o El jorobado de Nortre Dame que poseen mayores detalles artísticos. Además, Bacher estudió a más de treinta y cinco directores de cine de entre la era silenciosa del expresionismo alemán, y las épicas británicas y estadounidenses de los años 1950 y 1960, a los spaghetti western para inspirarse a la hora de preparar la composición, iluminación y presentación de los escenarios donde se desenvuelven los personajes. Otras películas que también sirvieron de inspiración fueron las primeras animaciones de Disney, como Pinocho (1940), Dumbo (1941) o Bambi (1942). En cambio, otros escenarios se basaron en lugares reales; tal es el caso de la Ciudad Prohibida de Pekín que sirvió para el diseño de la Ciudad Imperial, y la Gran Muralla China que también aparece en el filme. De hecho, es en este último lugar donde Pam Coats se inspiró para la ubicación de las banderas.
Para crear a los dos mil hunos durante la escena de la batalla, el equipo de producción desarrolló un software de simulación de multitudes llamado «Attila», cuya funcionalidad permitió el movimiento autónomo de miles de personajes diferentes en un mismo plano. Una variante, llamada «Dynasty», se utilizó en la secuencia de la batalla final en la Ciudad Imperial. La API abierta fotorrealista de Pixar, RenderMan, se usó para la reproducción de la multitud, mientras que el software Faux Plane se empleó para agregar profundidad a los dibujos bidimensionales. A pesar de que este último programa tardó mucho en estar disponible —y el proceso de producción ya estaba en fases muy avanzadas— se usó en hasta cinco tomas, incluidas las de la Gran Muralla china y la Ciudad Imperial. Por otra parte, para producir la multitud que se arrodilla ante Mulan se generó una panorámica hecha con personas reales que fue editada dentro de los primeros planos animados de la escena.

### Banda sonora
La idea de tener a Stephen Schwartz a cargo de la composición de la banda sonora del filme se remonta a marzo de 1994. En junio del mismo año, Jeffrey Katzenberg, uno de los fundadores de DreamWorks Animation, contactó al compositor para que produjera el material musical de El príncipe de Egipto (1998), y este accedió a su petición. Lo anterior provocó un desacuerdo por parte del presidente de la división animada de Disney y, pese a la recomendación de Michael Eisner para que renunciara a su compromiso con DreamWorks, al final Schwartz prefirió abandonar la producción de Mulan. Con su partida, también se descartaron las tres canciones que llevaba compuestas hasta entonces, tituladas «Written in Stone», «Destiny» y «China Doll». A manera de reemplazo, y tras escuchar una maqueta producida para una adaptación musical de Un grito al cielo (1982), Chris Montan —ejecutivo musical del estudio— contrató a Matthew Wilder para la composición de las melodías de Mulan, mientras que David Zippel quedó a cargo de las letras a partir de julio de 1997. La colaboración del dúo dio como resultado cinco canciones de un total de seis que se tenían contempladas inicialmente —ya que se descartó un tema para Mushu—.
Si bien se tenían considerados a Danny Elfman y Thomas Newman para la composición del resto de temas del compilatorio, al final el equipo de producción eligió a Rachel Portman, que finalmente habría de ser sustituida por Jerry Goldsmith tras quedar embarazada durante la producción de la película. En el proceso se barajaron opciones como Randy Edelman y Kitarō. Ciertos temas de la banda sonora varían con respecto a su aparición en la película. Tal es el caso de «Mulan's Decision», que posee instrumentación orquestal en el disco, a diferencia de la versión de sintetizador de la cinta —esta última viene incluida en el disco de edición especial—. El lanzamiento de la banda sonora, a cargo de Walt Disney Records, ocurrió el 2 de junio de 1998. El sello discográfico también distribuyó una videocinta que incluye la narración de la historia de Mulan por parte del reparto principal.
Tras su estreno, Stephen Thomas Erlewine, del sitio web Allmusic, catalogó el resultado como «agradable y ocasionalmente conmovedor, pero plano, olvidable y no particularmente inspirado» y lo comparó con las bandas sonoras de Pocahontas y El jorobado de Notre Dame. Pese lo anterior, obtuvo un premio Annie en la categoría de logro musical sobresaliente en una película animada, así como múltiples nominaciones para otros reconocimientos y galardones entre los cuales se incluyen un Grammy, un Óscar y un Globo de Oro. En agosto de 1998 se habían vendido medio millón de copias del disco, lo que le garantizó una certificación de oro por parte de la Recording Industry Association of America. El sencillo «Reflection» tuvo una amplia aceptación y se considera que impulsó la carrera de su intérprete Christina Aguilera en Estados Unidos, que la incluyó en su primer álbum lanzado al año siguiente. Cabe agregar que esta canción también fue interpretada por Salonga y contó con adaptaciones a varios idiomas; en español las interpretaciones recayeron en Malú y Lucero. A continuación, se enlistan las canciones de la banda sonora original:
| N.º   | Título                       | Duración |  |
| 1.    | «Honor to Us All»            | 3:03     |  |
| 2.    | «Reflection»                 | 2:27     |  |
| 3.    | «I'll Make a Man Out of You» | 3:21     |  |
| 4.    | «A Girl Worth Fighting For»  | 2:26     |  |
| 5.    | «True to Your Heart»         | 4:16     |  |
| 6.    | «Suite from Mulan»           | 7:06     |  |
| 7.    | «Attack at the Wall»         | 4:59     |  |
| 8.    | «Mulan's Decision»           | 3:23     |  |
| 9.    | «Blossoms»                   | 6:27     |  |
| 10.   | «The Huns Attack»            | 4:30     |  |
| 11.   | «The Burned-Out Village»     | 5:53     |  |
| 12.   | «Reflection»                 | 3:36     |  |
| 59:27 |                              |          |  |

### Características técnicas
Durante la producción de Mulan, se trabajó con una relación de aspecto de 1.66: 1, aunque más adelante fue modificado a 1.85: 1 para su estreno en las salas de cine. Por otro lado, el proceso Technicolor fue el medio para la coloración de las imágenes originales, con un negativo de 35 mm. Además, para la mezcla de sonido se usaron las tecnologías DTS, Dolby Digital y SDDS.

### Doblaje al español
En cuanto al doblaje en los países de habla hispana, se hicieron dos versiones para su distribución en las regiones de Hispanoamérica y España. En el primer caso, el proceso se realizó bajo la dirección de Francisco Colmenero y contó con los actores Maggie Vera y Analí —Mulan en diálogos y canciones—, Eugenio Derbez —Mushu—, Yamil Atala y Cristian Castro —Shang en diálogos y canciones—; Rubén Moya —Shan Yu—, Rocío Garcel —abuela Fa—, Miguel Ángel Ghigliazza —Yao—, Raúl Aldana y Raúl Carballeda —Ling en diálogos y canciones—; Jesús Barrero —Chien-Po—, Miguel Filio —Chi-Fu—, Tito Reséndiz —Fa Zu—, Jesús Colín —como el emperador—, José Lavat —Ancestro Mayor—, Mayra Rojas —como la casamentera— y Nancy MacKenzie —Fa Li—. Los estudios de grabación fueron Grabaciones y Doblajes Internacionales, localizados en Ciudad de México.
Por otro lado, la versión ibérica se llevó a cabo en el estudio Sintonía, en Madrid, bajo las órdenes de José Luis Gil. Asimismo, el reparto estelar de voces quedó conformado por Eva Díez y María Caneda —Mulan en diálogos y canciones—, José Mota —Mushu—, Raúl Llorens y Pablo Perea —Shang en diálogos y canciones—; Alfonso Vallés —Shan Yu—, Marta Martorell —abuela Fa—, Carlos Kaniowsky y Juan Manuel Escamilla —Yao en diálogos y canciones—; Alfredo Cernuda y Miguel Morant —Ling en diálogos y canciones—, Eduardo Bosch y Adel Hakki —Chien-Po en diálogos y canciones—; Gonzalo Durán —Chi-Fu—, Joaquín Díaz —Fa Zu—, Rafael de Penagos —como el emperador—, Constantino Romero —Ancestro Mayor—, Matilde Conesa —como la casamentera—, y María del Puy y Celia Vergara —Fa Li en diálogos y canciones—.

## Lanzamiento

### Mercadotecnia
A causa de que el rendimiento en taquilla de El jorobado de Notre Dame y Hércules fue inferior a lo estimado, Disney recortó los fondos para la campaña publicitaria de Mulan, con un gasto de 30 millones USD en anuncios, en comparación con los más de 60 millones USD de su antecesora el año anterior. Dos días antes de su estreno original, la cadena de comida rápida McDonald's lanzó un paquete publicitario en el que se incluían uno de ocho juguetes diferentes con cada menú Happy Meal, además de una edición limitada de salsa szechuan que se podía adquirir como complemento de los McNuggets de pollo. Esto último fue parodiado en 2017 durante un episodio de la serie de Adult Swim, Rick y Morty, motivo por el que la empresa volvió a lanzar la salsa en referencia al programa.
En colaboración con Disney, Hyperion Books publicó The Art of Mulan —trad. literal: El arte de Mulan—, escrito por Jeff Kurtti, donde se narra la producción del filme. A su vez, la misma editorial también lanzó un «libro acordeón, plegable» de coleccionista en el que se puede leer el poema que inspiró la obra. Más adelante, el 18 de agosto de 1998 se lanzó una línea de 3700 mochilas y 1800 maletas; no obstante, estas que tuvieron que ser devueltas posteriormente al fabricante debido a que se encontraron trazas de plomo en su recubrimiento.

### Estreno
En lugar de los costosos eventos mediáticos que Disney organizó para los estrenos de Pocahontas en Central Park y el desfile de luces en la Quinta Avenida con motivo de Hércules, para Mulan se optó por un estreno en Hollywood Bowl adornado con faroles chinos y en el que se repartieron galletas de la fortuna a los asistentes. El acontecimiento se llevó a cabo el 5 de junio de 1998, si bien su fecha de lanzamiento para el público en general se retrasó hasta el 19 de junio de ese año en Estados Unidos, cuando se expuso en casi 3000 salas de cine. En otras partes del mundo, sus fechas de estreno fueron las siguientes:
| Fechas de estreno (Fuente: IMDb) |                                                                                                   |                                         |                                                                |
| País                             | Fecha de estreno                                                                                  | País                                    | Fecha de estreno                                               |
| Estados Unidos                   | 5 de junio de 1998 (premier) 19 de junio de 1998                                                  | Irlanda                                 | 16 de octubre de 1998                                          |
| Singapur                         | 18 de junio de 1998                                                                               | Portugal                                | 11 de noviembre de 1998 (Forum Lisboa) 27 de noviembre de 1998 |
| Canadá Israel                    | 19 de junio de 1998                                                                               | Dinamarca Suecia                        | 13 de noviembre de 1998                                        |
| Chile                            | 25 de junio de 1998                                                                               | Alemania                                | 19 de noviembre de 1998                                        |
| Brasil                           | 1 de julio de 1998                                                                                | Austria España Finlandia Grecia Polonia | 20 de noviembre de 1998                                        |
| México                           | 3 de julio de 1998                                                                                | Bélgica Francia                         | 25 de noviembre de 1998                                        |
| Taiwán                           | 4 de julio de 1998                                                                                | Hungría República Checa                 | 26 de noviembre de 1998                                        |
| Argentina Hong Kong              | 9 de julio de 1998                                                                                | Estonia Islandia Noruega                | 27 de noviembre de 1998                                        |
| Filipinas                        | 15 de julio de 1998 (Manila) 18 de agosto de 1998 (Dávao)                                         | Kuwait                                  | 2 de diciembre de 1998                                         |
| Corea del Sur                    | 17 de julio de 1998                                                                               | Eslovaquia Países Bajos                 | 3 de diciembre de 1998                                         |
| Suiza                            | 5 de agosto de 1998 (Festival de Cine de Locarno) 27 de noviembre de 1998 (zona de habla alemana) | Italia                                  | 4 de diciembre de 1998                                         |
| Australia                        | 3 de septiembre de 1998                                                                           | Eslovenia                               | 10 de diciembre de 1998                                        |
| Japón                            | 26 de septiembre de 1998                                                                          | Rusia                                   | 25 de diciembre de 1998                                        |
| Tailandia                        | 9 de octubre de 1998                                                                              | Turquía                                 | 15 de enero de 1999                                            |
| Reino Unido                      | 16 de octubre de 1998 23 de julio de 1999 (reestreno)                                             | China                                   | 23 de febrero de 1999                                          |

## Recepción

### Comercial
En el mercado doméstico —conformado por Canadá y Estados Unidos— , Mulan fue proyectada en 2888 salas de cine y consiguió hacerse con al menos 22 millones USD en su primer fin de semana de estreno, recaudación que solo fue superada por The X-Files: Fight the Future. Durante todo el mes siguiente, siempre se mantuvo entre las diez primeras posiciones del escalafón, momento en el que consiguió sobrepasar los 100 millones USD.  Por ello, se convirtió en ese par de países en la decimoquinta cinta más taquillera de 1998 y la segunda de ese mismo año del mercado de la animación, solo por detrás de A Bug's Life, una producción de Pixar, al embolsarse un monto de 120 620 254 USD. Es más, consiguió superar los ingresos en taquilla de sus predecesoras, El jorobado de Notre Dame y Hércules, si bien se quedó alejada de otros filmes del Renacimiento de Disney como El rey león, Aladdín o Pocahontas. De hecho, fue superada al año siguiente por Tarzan, que también fue producida por Disney, al hacerse con más de 170 millones USD solo entre esos dos territorios.
En China, la reproducción de Mulan solo fue permitida una vez que terminasen los actos por la celebración del Año Nuevo chino, con tal de asegurarse de que las películas nacionales disfrutasen de la época más lucrativa. En consecuencia, su rendimiento en taquilla fue bajo, ya que también hay que sumarle que muchos ciudadanos la visualizaron mediante el uso de la piratería y que, según ellos, el argumento era muy diferente al de los mitos. Pese a ello, en el mercado exterior se hizo acreedor a ganancias de 183 700 000 USD, lo que da una recaudación total de 304 320 254 USD. Los principales mercados internacionales fueron Francia (35 265 856 USD), Alemania (23 109 743 USD), Italia (15 267 199 USD) y España (11 402 805 USD).

### Crítica

#### Anglosajona y de otros países
La película cuenta con un promedio de 86 % de calificación favorable en el recopilador web Rotten Tomatoes, con base en un total de 74 reseñas de distintas publicaciones en inglés. En su evaluación general, los editores de la página concluyeron que «al explorar temáticas como el deber y el honor de la familia, Mulan abre nuevos caminos como película de Disney, a la vez que trae animaciones vibrantes y personajes brillantes a la pantalla». En una clasificación de las cincuenta mejores películas de Disney realizada en 2009 en ese mismo portal web, el filme se situó en la posición 24.ª A su vez, en Metacritic cuenta con un puntaje favorable de 71 sobre 100 con base en las evaluaciones de veinticuatro reseñas; mientras que CinemaScore le proporcionó una calificación «A+».

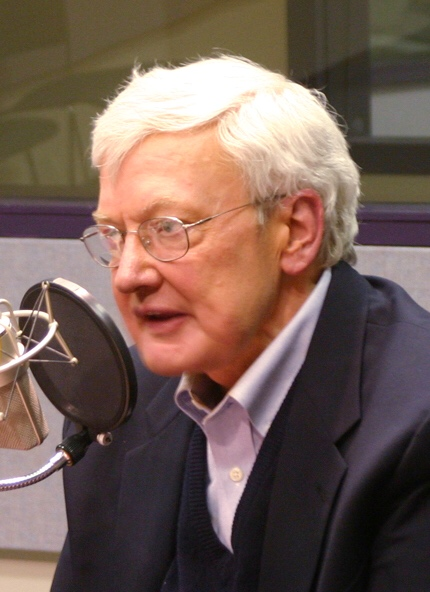
El reconocido crítico Roger Ebert tuvo una opinión muy favorable sobre la película, al otorgarle una puntuación casi perfecta de 3.5 sobre 4 estrellas.

En su evaluación, Roger Ebert, del Chicago Sun-Times, calificó a Mulan como un «logro impresionante» cuya trama y tratamiento resultan equiparables a La bella y la bestia y El rey león, y, en conclusión, le dio un puntaje de 3.5 sobre 4 estrellas, de forma idéntica a James Berardinelli, de ReelViews, en cuya reseña resaltó el rol de la protagonista, la temática bélica y la animación. En su opinión: «Los adultos apreciarán la profundidad de la caracterización mientras que los niños amarán al compañero de Mulan, un dragón atractivo llamado Mushu. Todos se van a entretener con la rapidez de la trama y con la animación». Owen Gleiberman, de Entertainment Weekly, le concedió una valoración «B+» y argumentó: «Vívidamente animada, con una paleta explosiva que evoca tanto la grandeza invernal como el esplendor decorativo de la antigua China, Mulan resulta ingeniosa y satisfactoria de una forma ligeramente remota». A las anteriores opiniones se suman las de Andy Patrizio, de IGN, que la describió como «una de las últimas grandes películas animadas de Disney (...) Es una película hermosa, llamativa, con un excepcional trabajo artístico lleno de detalles»; y Derek Adams, de la publicación británica Time Out,  que la clasificó como una «vibrante y ajetreada propuesta de Disney inmensamente entretenida».
No obstante, la película también recibió opiniones desfavorables. Por ejemplo, Gene Siskel, del Chicago Tribune, la catalogó como «una gran decepción en comparación con las otras películas recientes del estudio sobre una heroína que busca la independencia» y criticó el rol de Mulan en comparación con Ariel y Bella, así como la banda sonora y el diseño visual del metraje, al enfatizar que «no aprovecha la inspiración proporcionada por los artistas chinos clásicos». Si bien Kenneth Turan, de Los Angeles Times, opinó que el filme cuenta con aciertos, «a diferencia de las mejores producciones de Disney, [el resultado] parece más manufacturado que mágico». En su reseña incluyó a Mulan como uno de los mejores elementos de la producción, sin embargo «para las tendencias actuales (prepárense para las bromas sobre el transformismo) es tan tibia que ni siquiera cinco escritores acreditados pueden revivirla, y las canciones de Matthew Wilder y David Zippel (con Lea Salonga y Donny Osmond en los roles protagónicos) carecen de la chispa que las letras de Zippel trajeron a la subestimada Hércules». Adicionalmente Ed González, de Slant Magazine, percibió que el largometraje carece de «alma» en su descripción de la sociedad asiática, mientras que Janet Maslin, de The New York Times, la describió como «una de las películas de animación de Disney más sosas y convencionales de los últimos años». En China tampoco tuvo una buena recepción y las críticas se centraron en la «apariencia extranjera» de Mulan y en la trama «demasiado distinta a la mitología del país».
Algunos críticos feministas como Mimi Nguyen opinaron que «[la película] se burla de los roles de género represivos que buscan hacer de Mulan una criatura domesticada», una percepción con la que coincidió Nadya Labi, de Time, en cuya reseña hizo ver que «cierta letra de la película deja entrever la falsa noción de bravuconería como parte del movimiento de poder femenino», y al final Mulan necesita volverse un chico para lograr su cometido. Kathleen Karlyn, profesora de inglés en la Universidad de Oregón, también criticó la representación de la película sobre los roles de género: «Para imaginar el heroísmo femenino, lo colocamos en el reino de la fantasía». Al respecto, Pam Coats, productora de Mulan, señaló que la cinta pretende mostrar a un personaje con influencias tanto masculinas como femeninas, lo cual se traduce en alguien física y mentalmente fuerte.

#### Hispanoamericana y española
Adolfo C. Martínez, en su reseña para el diario argentino La Nación, evaluó favorablemente el argumento y la animación, y catalogó la producción como una «belleza visual con tintes de poesía y comedia». De manera similar, con una evaluación de 3.5 sobre 5 estrellas, el sitio web SensaCine destacó el aspecto visual y detalló que «pese a su aguada y autocensurada revisión del papel asignado a la mujer, la película merece un lugar propio entre los grandes clásicos de Disney». Adicionalmente, el portal Cineycine.com describió el diseño como «un hermoso homenaje a la cultura china. Esto es algo que queda evidenciado durante toda la cinta. Desde el diseño de los personajes, fondos, animación y música», además de hacer una valoración favorable acerca del papel protagónico de una mujer en una animación de Disney, donde «[Mulan lleva] todo el peso de una historia que no giraba en torno al amor de un hombre, y encima de todo en una cinta que básicamente es de acción... por lo que un público masculino podría disfrutar de ella perfectamente sin sentir "remordimientos"».
A su vez, Jesús Ruiz Mantilla, del diario español El País, destacó la labor de animación al concluir que «toda la técnica está al servicio de una historia bien contada y estupendamente resuelta, que nos devuelve el aroma de los mejores trabajos de Disney». En cuanto al rol de Mulan, María Míguez —del medio español El Mundo— puntualizó el hecho de que las princesas Disney mostraban una mayor independencia y libertad, aunque mencionó que la joven china era «quizá, junto con la Rapunzel de Enredados, la más revolucionaria [de todas]».

### Premios y reconocimientos
Mulan obtuvo varios galardones y reconocimientos entre los cuales se incluyen distintivos Annie en las categorías de mejor película animada, mejor dirección, mejor guion, mejores efectos de animación, mejor actuación de voz y mejor banda sonora, entre otras; un premio de la American Society of Composers, Authors and Publishers por ser la película con mayores ingresos del año; un Golden Screen de Alemania, y un galardón para Ming-Na Wen como mejor actriz familiar, por parte de la Online Film & Television Association. Pese a ciertas opiniones negativas, la banda sonora también se hizo acreedora de varias nominaciones entre las cuales se incluyen un premio Óscar —que perdió contra el compilatorio musical de Shakespeare in Love, por Stephen Warbeck—, un par de Globos de Oro —que perdió contra The Truman Show y Quest for Camelot—, y un Grammy por «Reflection» —que al final obtuvo «My Heart Will Go On» de Titanic—, además de ser reconocida con un BMI Film Music.
Cabe agregar que en 2008 el American Film Institute consideró a Mulan como una de las candidatas para su listado de las diez mejores películas animadas de Estados Unidos. mientras que en 2014 la revista Time hizo algo similar al publicar un listado de las mejores películas del Renacimiento de Disney, en donde colocó a Mulan en la tercera posición por debajo de La bella y la bestia y El rey león.

### Controversias
En Turquía, el Partido de Acción Nacionalista protestó contra el lanzamiento del filme en la nación otomana en enero de 1999 y solicitó la cancelación de las proyecciones ya programadas, debido a que opinaban que los xiongnu —considerados como ancestros históricos de los turcos— eran representados negativamente en la cinta. En su declaración, el diputado Nazif Okumuş opinó: «Desde el principio hasta el final, esta película animada distorsiona y mancilla la historia de los turcos mostrando a los hunos [xiongnu] como malos y a los chinos como amantes de la paz».
De la misma forma, la promoción del filme en China tampoco estuvo exenta de polémica —a pesar de que aspiraban a imitar el éxito de El rey león en la nación asiática—, ya que tuvieron que lidiar con el descontento del régimen del país por el lanzamiento de Kundun (1997), un documental sobre el dalái lama que el Gobierno consideró que era «políticamente provocativo». Es más, la administración del país asiático tenía la intención de restringir los negocios con Disney y, debido a que en China solo se permitía el lanzamiento anual de diez producciones extranjeras, las posibilidades de que el estreno de Mulan se llevase a cabo eran muy escasas. Finalmente, se permitió un lanzamiento limitado de la cinta al concluir la celebración del Año Nuevo chino.

## Adaptaciones y secuelas

### Cine y televisión
Disney produjo una continuación en formato de vídeo casero titulada Mulan 2, cuyo estreno ocurrió en 2004. La trama describe la travesía de Mulan y Shang para concertar el matrimonio de las hijas del emperador de China con tal de consolidar una alianza estratégica que evite una posible invasión de los mongoles. Si bien existían planes tentativos para producir otra secuela más, en 2004 el estudio prefirió desistir de tal idea. Por otro lado, tras discutir la posibilidad de una adaptación con imágenes reales durante varios años, finalmente en 2016 se contrató a los guionistas Rick Jaffa y Amanda Silver para la redacción del libreto, mientras que Niki Caro quedó a cargo de la dirección a comienzos de 2017. La película homónima, Mulan, cuenta con la actriz Liu Yifei en el papel protagónico y en un inicio habría de estrenarse en marzo de 2020, pero la fecha fue aplazada a julio de ese mismo año debido a la pandemia de enfermedad por coronavirus que afectaba a prácticamente todos los países del mundo en aquellos momentos.
Asimismo, cabe destacar que ciertas producciones incluyen referencias a Mulan, como es el caso de Lilo & Stitch (2002) —en una de las escenas se aprecia un póster de Mulan en la habitación de uno de los personajes, mientras que la muñeca de Lilo es la misma que sujeta Shan Yu al inicio de Mulan—, La protagonista también aparece brevemente en programas televisivos como House of Mouse (2001-2003) y Sofia the First (2014) —específicamente en el capítulo «Princesses to the Rescue!»—.

### Videojuegos y adaptaciones al escenario
A finales de 1998, THQ estrenó Disney's Mulan, un videojuego de acción desarrollado por Tiertex Design Studios para la consola portátil Game Boy, mientras que al año siguiente se puso a la venta Disney's Animated Storybook: Mulan, un libro de cuentos interactivo producido por Media Station y Revolution Software para las plataformas Windows, Macintosh y PlayStation. El personaje también aparece junto con Mushu y otros elementos de la película en algunos videojuegos de la serie Kingdom Hearts —específicamente en el primero y en Chain of Memories—, así como en Disney Infinity 3.0, a cargo de Disney Interactive Studios.
Con relación a otras producciones relacionadas con el filme animado, la agencia Music Theatre International desarrolló el musical juvenil Mulan Jr. que está inspirado tanto en el relato chino, como en la película de Disney, y que ha servido como programa educativo, además de llevarse a cabo en otros países como Australia y México. Por otra parte, Disney produjo un desfile temático entre 1998 y 2001 que se llevó a cabo en Disney's Hollywood Studios, de Walt Disney World.

## Formato doméstico
El filme se lanzó por primera vez en VHS el 2 de febrero de 1999, como parte de la recopilación Walt Disney Masterpiece Collection. Más adelante, Mulan fue comercializada en formato DVD el 11 de noviembre de ese mismo año durante un período limitado de seis días, cuando Disney decidió aplicar una moratoria sobre ella. El 1 de febrero del año 2000, el material se relanzó en ambos formatos en la colección Walt Disney Gold Classic e incluyeron dos vídeos musicales de las canciones «Reflection» y «True to Your Heart», mientras que los discos DVD también contaban con el tráiler original, así como obras artísticas de los personajes. No obstante, la moratoria volvió a bloquear nuevas ediciones a partir del 31 de enero de 2002, aunque casi tres años más tarde Walt Disney Home Entertainment procedió al lanzamiento de una nueva tanda restaurada de Mulan en una edición especial de dos discos en DVD. Finalmente, con motivo de su decimoquinto aniversario, la compañía sacó a la venta en formato Blu-ray tanto Mulan, como su secuela Mulan 2.